# Karol Czarnecki (oficer)
Karol Marian Czarnecki h. Prus (ur. 17 października 1893 w Brzózie Stadnickiej, zm. ?) – major saperów inżynier Wojska Polskiego.

## Życiorys
Urodził się w Brzózie Stadnickiej, w rodzinie Alfreda Ludomira i Marii . Ukończył cesarską i królewską Wojskową Akademię Techniczną w Mödling pod Wiedniem. W czasie I wojny światowej walczył w cesarskiej i królewskiej armii na froncie galicyjskim i włoskim. Na stopień porucznika został mianowany ze starszeństwem z 1 czerwca 1915. Do 1917 jego oddziałem macierzystym był batalion saperów nr 1, a następnie batalion saperów nr 49.
Od listopada 1918 w Wojsku Polskim. W 1919 wziął udział w obronie Lwowa i ofensywie w Małopolsce Wschodniej. Z dniem 12 czerwca 1919 został przeniesiony z V batalionu saperów do Inspektoratu Inżynierii i Saperów Ministerstwa Spraw Wojskowych. Był wówczas porucznikiem. W 1920 zorganizował kompanię żeglugi śródlądowej, pomagając przeprawiać oddziały Wojska Polskiego na przedmościu Warszawy. W czasie wojny z bolszewikami w jako dowódca kompanii, następnie po reorganizacji saperów służył w 5 pułku saperów w Krakowie w XXI Górskim batalionie saperów, pełniąc obowiązki dowódcy batalionu. 3 maja 1922 został zweryfikowany w stopniu kapitana ze starszeństwem z dniem 1 dniem czerwca 1919 i 6. lokatą w korpusie oficerów inżynierii i saperów. Oficer nadetatowy 5 pułku saperów odkomenderowany w 1923 do Szefostwa Inżynierii i Saperów Dowództwa Okręgu Korpusu Nr V w Krakowie. 31 marca 1924 awansował na majora ze starszeństwem z dniem 1 lipca 1923 i 5. lokatą w korpusie oficerów inżynierii i saperów (w marcu 1939, w tym samym stopniu i starszeństwie, zajmował 1. lokatę w korpusie oficerów saperów, grupa liniowa). Po 1926 został przeniesiony do Departamentu Inżynierii Ministerstwa Spraw Wojskowych w Warszawie. W sierpniu 1929 został przeniesiony do Centrum Wyszkolenia Saperów w Modlinie na stanowisko dyrektora nauk. W grudniu 1932 został przeniesiony do 3 batalionu saperów w Wilnie na stanowisko dowódcy batalionu. Z dniem 26 maja 1936 został przeniesiony z Rezerwy Personalnej Oficerów przy Wydziale IIIa Sztabu Głównego do składu osobowego inspektora armii generała dywizji Kazimierza Sosnkowskiego na stanowisko kierownika studiów. Od 1936 do kwietnia 1938 dyrektor nauk Centrum Wyszkolenia Saperów w Modlinie. W latach 1938–1939 pozostawał w rezerwie personalnej oficerów przy Inspektorze Saperów z przydziałem do sztabu inspektora armii na („na odcinku Wołyń”) gen. dyw. Stanisława Burhardt-Bukackiego na stanowisko wykonawcy studiów.
W kampanii wrześniowej 1939 na stanowisku oficera saperów w Dowództwie Saperów Armii „Warszawa”. Po kapitulacji Warszawy trafił do niewoli niemieckiej. Przebywał w Oflagu IV B Königstein, a od 5 czerwca 1940 w Oflagu VII A Murnau .
12 października 1937 zawarł związek małżeński z Marią Stanisławą z Górnickich Augustynowiczową wyznania ewangelicko-reformowanego.

## Ordery i odznaczenia
- Krzyż Srebrny Orderu Wojskowego Virtuti Militari (29 września 1939 odznaczony przez dowódcę Armii „Łódź” i „Warszawa”)[20]
- Krzyż Walecznych (dwukrotnie[22][23], po raz pierwszy w 1921[24])
- Złoty Krzyż Zasługi (17 marca 1930)[25]
- Medal Pamiątkowy za Wojnę 1918–1921
- Medal Dziesięciolecia Odzyskanej Niepodległości
- Order Korony Żelaznej III kl. z dekoracją wojenną i mieczami (Austro-Węgry)[26]
- Krzyż Zasługi Wojskowej III kl. z dekoracją wojenną i mieczami (Austro-Węgry)[26]

## Publikacje
- Zatory lodowe i zaspy śnieżne : praktyczne sposoby zwalczania. Toruń: nakładem i czcionkami Pomorskiej Drukarni Rolniczej, 1927. Brak numerów stron w książce[27]
- Podziemne roboty fortyfikacyjne w gruntach ciężkich. Warszawa: Wojskowy Instytut Naukowo-Wydawniczy, 1928[28].

W latach 30. publikował artykuły w miesięczniku naukowo-informacyjnym wojsk technicznych „Przegląd Wojskowo-Techniczny”.
Był encyklopedystą. Został wymieniony w gronie edytorów ośmiotomowej Encyklopedii wojskowej wydanej w latach 1931–1939 gdzie zredagował hasła związane z robotami podziemnymi i wojną minową .